# パヴレ (セルビア総主教)
セルビア総主教パヴレ（セルビア語: Патријарх српски Павле、英語: Serbian Patriarch Pavle、1914年9月11日 - 2009年11月15日）は、セルビア正教会の首座たるセルビア総主教（在位：1990年 - 2009年）。正式な称号は「ペーチ大主教・ベオグラードおよびカルロヴツィの府主教・セルビア総主教パヴレ聖下」（英語: His Holiness the Archbishop of Peć, Metropolitan of Belgrade and Karlovci, Serbian Patriarch Pavle）。

## 生涯
パヴレは宗教抑圧策をとる社会主義国家としてのユーゴスラヴィア時代に主教となり（1957年）、総主教在位の間（1990年 - 2009年）にはユーゴスラヴィアが解体していく時期における民族紛争が激化するセルビアにあって民族間の融和に努めるなど、生涯を通じて困難な情勢にあるセルビア正教会の指導にあたった。

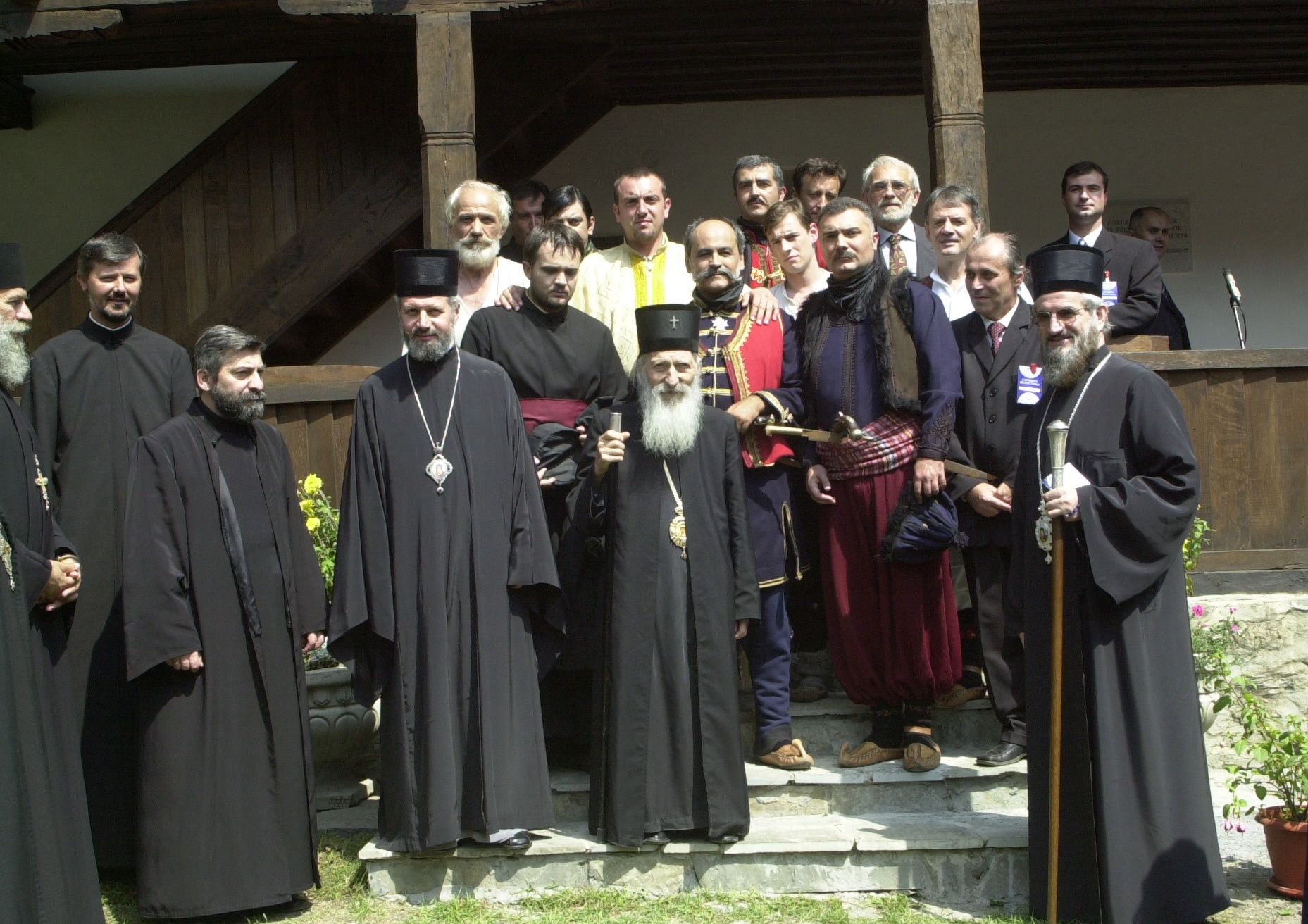
セルビア正教会の修道院にて、神品・信徒達と。

主教としての任にあたっている間、コソヴォにおける、アルバニア人による正教会の修道院の破壊、修道女への強姦、セルビア人墓地の破壊などについて警告を行い、コソヴォで進行するセルビア人に対する民族浄化の傾向に憂慮を示していた。自身も1989年にアルバニア人の若者数名に襲われて全治3ヶ月の重傷を負ったが、「ハリスティアニン（クリスチャン）としての赦しの精神により」報道機関による報復的な非難を拒絶した。
伝統的にセルビア正教会は特定の政治的運動に与する事を行って来なかったが、極めて稀な例外として、NATOによる空爆が終了した後の1999年6月、パヴレ総主教のもとのセルビア正教会聖シノドはミロシェヴィッチに退陣勧告を行った。
パヴレ総主教は「歩く聖人」（英語: the walking saint）と呼ばれた。その謙虚な人柄によるほか、自分の自動車を持たなかったという具体的事実による。他の全てのセルビア正教会の主教たちが教区を巡回するために自動車を所有していたのに対し、パヴレ総主教のみは自動車を所有しなかった。理由を聞かれたパヴレ総主教はこう答えたという。「私は、コソヴォとメトヒヤに住む、全てのアルバニア人とセルビア人が自動車を所有するようになるまで、自動車を購入することはありません。」
晩年には、パヴレ総主教は心臓と肺の病のため療養生活に入り、府主教アンフィロヒエが総主教代行の任にあたっていた。治療を受けていたベオグラードの軍医病院にて、2009年11月15日10時45分、領聖後に永眠。95歳だった。パヴレ総主教は全世界の正教会の中で最高齢の総主教であった。
埋葬式はコンスタンディヌーポリ総主教ヴァルソロメオス1世が司祷を行ったほか、各地域から多くの主教が参祷。セルビア共和国大統領ボリス・タディッチをはじめとした政府高官も多数参祷した。多くの市民が葬列に加わり、総主教に哀悼の意を表した。

### 略歴年表

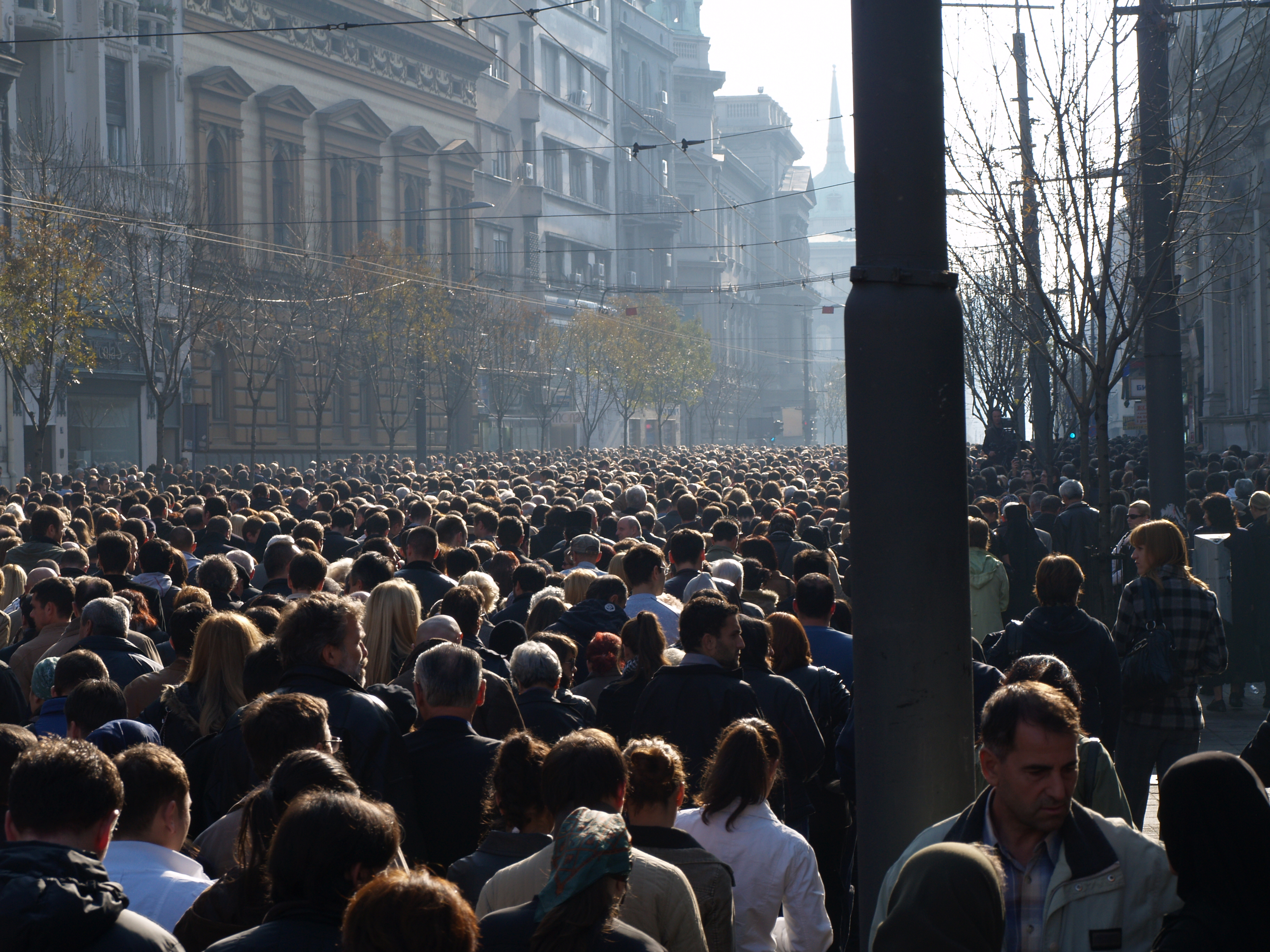
パヴレ総主教の埋葬式の際、葬列に加わった群衆

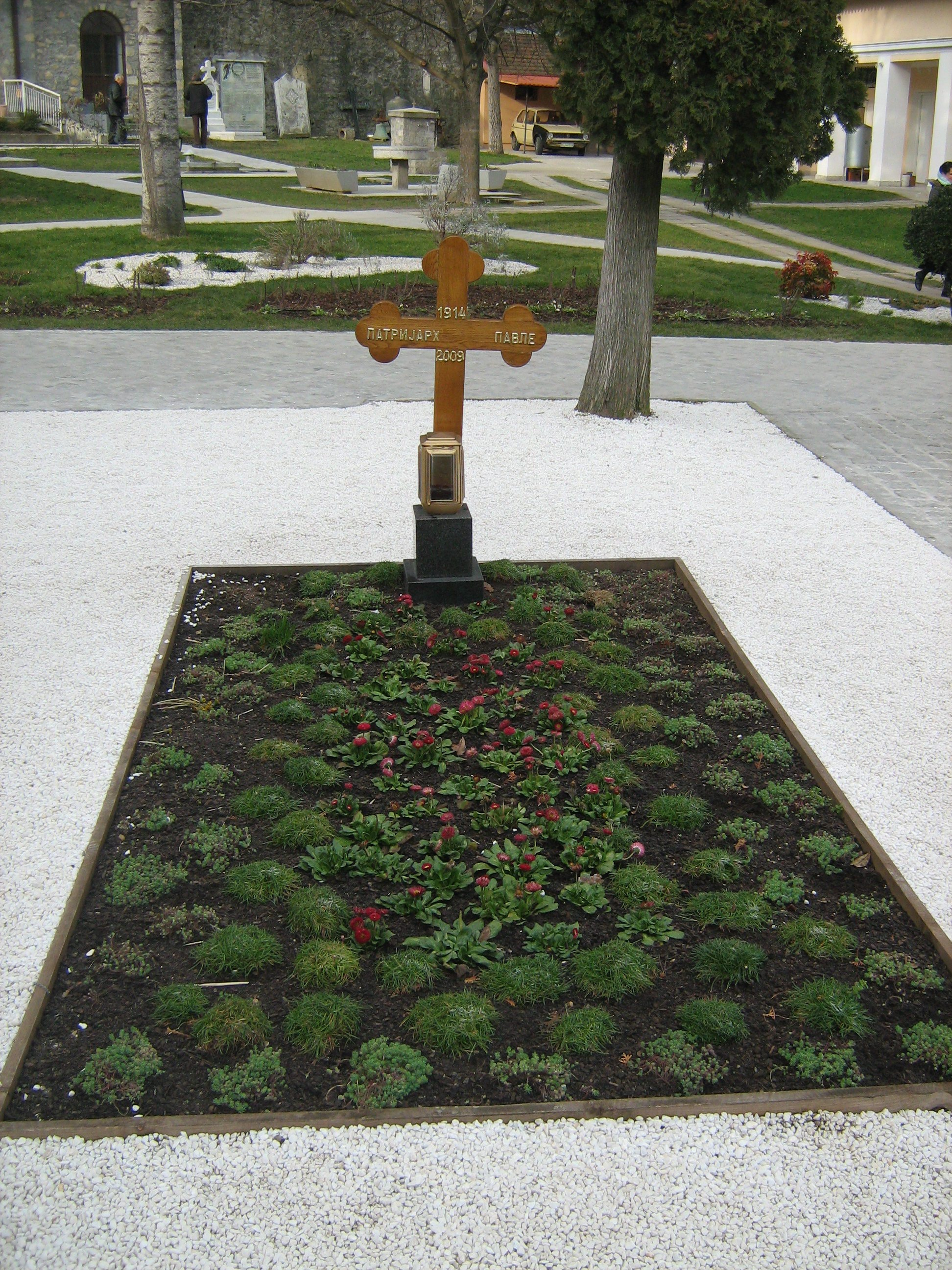
パヴレ総主教の墓

- 1914年9月11日 スラヴォニアのオシエク＝バラニャ郡にある村クチャンツィ（Kućanci、当時オーストリア・ハンガリー帝国領、現クロアチア領）に生まれる。
- 1948年 生神女福音修道院で修道士となる。同年、修道輔祭に叙聖。
- 1950年 - 1951年 コソヴォのプリズレン神学校の講師となる。総主教に着座するまでその任にあった。
- 1954年 修道司祭に叙聖される。
- 1955年 - 1957年 ギリシャのアテネ大学に留学。新約と奉神礼を学ぶ。
- 1957年 掌院に昇叙。
- 同年5月29日 ラシュカおよびプリズレン（コソヴォを管轄する主教区）の主教として叙聖。
- 1984年 パヴレ総主教が監訳の任にあたった、公式のセルビア語訳新約が出版される。
- 1990年12月1日 セルビア総主教に着座する。
- 2009年11月15日 永眠（95歳）。